# Kuitra
La kuitra, kouitra ou kwîthra est un instrument de musique appartenant à la famille des cordophones. Il s'agit d'un luth à manche court proche du oud. On le trouve depuis le XVIIIe siècle en Algérie et où il constitue un des symboles de la musique algérienne.

## Lutherie

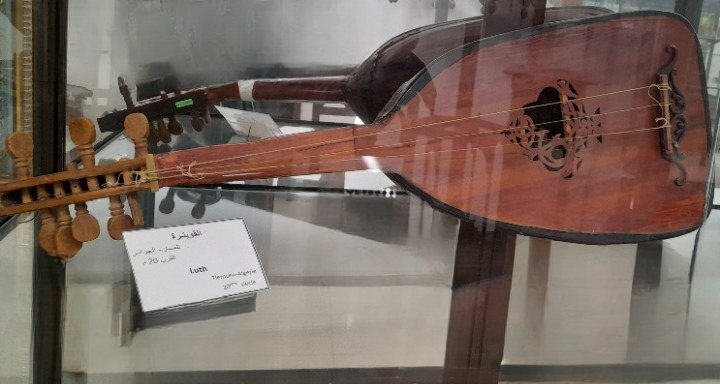
Kwitra de Tlemcen.

Il a quatre cordes doubles tendues sur un chevillier coudé à l'ancienne (avec des chevilles à friction). L'accord est embrassé (une corde accordée à l'octave en jouxte une autre). La caisse de résonance bombée rappelle celle du oud, mais elle n'a qu'une seule grande rosace centrale sur la table d'harmonie. La touche est lisse, sans frette.

## Jeu
On en joue à l'aide d'un plectre (rîsha) en plume d'aigle. L'accord est : ré - la - mi - sol ou ré - sol - la - ré.
La kuitra est spécifique de la musique arabo-andalouse algérienne, notamment d'Alger et de Tlemcen. Le répertoire est exclusivement celui de l'accompagnement dans la nouba de la musique arabo-andalouse. Parmi les plus grands joueurs de kouitra feu, Mohamed Bahar occupe une place particulière. Citons également Nour-Eddine Saoudi.